# Caroline Weir
Caroline Elspeth Lillias Weir (Dunfermline, 20 giugno 1995) è una calciatrice scozzese, centrocampista del Real Madrid e della nazionale scozzese.

## Carriera

### Nazionale
Weir inizia a essere convocata dalla Federcalcio scozzese nel 2009, inserita in rosa con la formazione under 15 per la doppia amichevole con le pari età della Germania in programma a fine luglio, chiamata nuovamente a novembre dove sigla una delle reti della vittoria per 3-0 sul Galles.
Un anno più tardi viene chiamata per la prima volta in under 17, con la quale dopo essere stata testata nella doppia amichevole con la Danimarca del 19 e 21 settembre, viene confermata nella squadra che affronta le qualificazioni all'edizione 2011 dell'Europeo di categoria. Al suo primo impegno ufficiale in un torneo giovanile UEFA scende in campo in tutte le 6 partite giocate dalla sua nazionale, andando a rete al debutto, la quale dopo aver passato il primo turno, nonostante la sua tripletta alla Svizzera nell'ultimo incontro della seconda fase, non riesce a qualificarsi per la fase finale. Rimasta in quota anche per l'edizione 2012, Weir gioca, siglando due reti, tutti i tre incontri nel gruppo 10 della prima fase di qualificazione dove la Scozia con una sola vittoria e due pareggi viene eliminata all'inizio del torneo. Tra incontri ufficiali e amichevoli matura complessivamente 19 presenze andando a rete in 9 occasioni.
Nel frattempo già dal 2011 arriva anche la convocazione in under 19, con la responsabile federale Shelley Kerr che dopo averla valutata in amichevole il 19 agosto, dove segna al debutto una rete nella vittoria per 4-1 sulla Polonia, un anno più tardi prima la chiama per il Torneo di La Manga per poi inserirla in rosa con la squadra che affronta il secondo turno di qualificazione all'Europeo di Turchia 2012 dove gioca i tre incontri in programma senza che la Scozia riesca a qualificarsi per la fase finale. In seguito Kerr la convoca in previsione delle qualificazioni all'Europeo di Galles 2013, impiegandola poi, oltre che nuovamente a La Manga del Mar Menor, in tutti i sei incontri delle due fasi senza che la Scozia riesca a qualificarsi per la fase finale, mettendosi tuttavia in luce per i 7 gol segnati, 3 in Spagna e 4 nel torneo UEFA. Affidata a Gareth Evans da giugno 2013, il tecnico inglese le rinnova la fiducia chiamandola anche per il successivo Europeo di Norvegia 2014 al quale la giovanile scozzese riesce ad accedere, grazie anche alle sue 9 reti, a quattro anni dall'ultima qualificazione. Dopo aver marcato tutte le 6 presenze nelle due fasi iniziali Weir scende in campo nei tre incontri del gruppo A andando a rete con il Belgio, dove la sua nazionale, con una sola vittoria e due sconfitte, viene eliminata già alla fase a gironi. Quella è anche l'ultima sua esperienza in U19, che lascia con un tabellino di 20 reti siglate su 30 incontri tra ufficiali e amichevoli.

## Palmarès

### Club
- Women's FA Cup: 3

Arsenal: 2014
Manchester City: 2018-2019, 2019-2020
- FA Women's League Cup: 3

Arsenal: 2015
Manchester City: 2018-2019, 2021-2022

### Nazionale
- Pinatar Cup: 1

2020